# Sam Thomas
Samantha Thomas, detta Sam (Las Vegas, 14 giugno 1999), è una cestista statunitense, professionista nella WNBA.

## Carriera
Ha disputato la stagione WNBA 2022 con le Phoenix Mercury, giocando 24 partite.